# 土佐ジロー
土佐ジロー（とさジロー）は、高知県で飼育されている鶏の品種。

## 概要
土佐ジローは、高知県畜産試験場が開発した卵肉兼用品種で、高知県特産の土佐地鶏の雄と、アメリカ原産のロードアイランドレッドの雌を交配して作られた一代雑種の鶏である。土佐地鶏の特徴を受け継いでおり、体重は1.3 - 1.5Kgと比較的小柄の鶏である。
ロードアイランドレッドの雌は土佐地鶏の雄より体格が大きい為、交尾がうまく出来ない。従って土佐ジローを繁殖するにあたっては土佐地鶏の雄から精子を採取しロードアイランドレッドの雌に人工授精させる必要がある。この作業が手間となり生産性が悪く、それを解決する為に土佐ジローの品種固定が高知県畜産試験場で行われている。
一代雑種から固定種にすることにより、土佐ジロー×土佐ジローの交配でも土佐ジローが生産できるようになり、飛躍的に生産性を上げる事が出来る。
ジローと言う呼び名は地鶏（じどり）のジとロードアイランドレッドのローを合わせたものであり、「土佐タロー」や「土佐イチロー」は存在しない。
上記でも述べたように、体格の違いによる生産性の低さを解決するためにロードアイランドレッドを小型化する試みも行われた。しかし、ただでさえ小型の土佐ジローが更に小さくなってしまうという問題からこれは見送られた。
この段階で産まれた小型のロードアイランドレッドがペット用として「プチコッコ」と言う名称で販売されたが、鳥インフルエンザの影響で一時販売を自粛したが、2010年代後半にはまた販売を再開した。